# Edward Norton
Edward Harrison Norton Jr. (Boston, 18 augustus 1969) is een Amerikaans acteur. Hij werd voor zowel zijn bijrollen in Primal Fear, Birdman en A Complete Unknown als voor zijn hoofdrol in American History X genomineerd voor een Academy Award. Meer dan tien acteerprijzen werden hem daadwerkelijk toegekend, waaronder een Golden Globe voor Primal Fear, een Satellite Award voor American History X en een National Board of Review Award voor Everyone Says I Love You.
Norton had van jongs af aan interesse in acteren. Hij studeerde op Yale-universiteit en slaagde met geschiedenis als hoofdvak. Hij bezocht diverse toneelscholen en vond werk in New York als lid van de signature players. In de tijd dat hij in een van die stukken een rol speelde, werd er gezocht naar een tegenspeler voor Richard Gere in Primal Fear. De rol was eerst aan Leonardo DiCaprio aangeboden, maar die wees deze af. Op het moment dat Gere het project wilde verlaten, deed Norton auditie. Hij werd verkozen boven 2000 andere acteurs. Nog voordat Primal Fear uitkwam, maakten zijn acteerprestaties indruk. Hierdoor kreeg hij rollen aangeboden in Everyone Says I Love You en The People vs. Larry Flynt.

Voor Primal Fear kreeg Norton onder meer een Golden Globe en een Oscarnominatie, beide voor beste bijrol. In 1998 verscheen hij in de film American History X. Voor deze rol kreeg hij zijn tweede Oscarnominatie, ditmaal voor beste acteur.
In 2000 maakte hij zijn regiedebuut met Keeping the Faith, waarin hij ook een van de hoofdrollen vertolkt.
Norton had relaties met rockster Courtney Love (1996-1998) en actrice Salma Hayek (1999-2003).